# St-Georges de Martigné-sur-Mayenne
Die Église Saint-Georges de Martigné-sur-Mayenne ist eine römisch-katholische Kirche auf der Place de l’Église in Martigné-sur-Mayenne im Département Mayenne.

## Geschichte
Das ursprüngliche Gebäude wurde im 12. Jahrhundert erbaut und im Laufe der Jahrhunderte umfassend umgebaut.
Im Jahr 1649 umfasste der Chor drei Altäre; die Rückseite dieses Ensembles diente bis 1829 als Sakristei.
1699 haben die Einwohner die Kirche erneut erweitert.
Am 8. November 1729 wurden die beiden Kirchenglocken von Pierre Asselin, Gießermeister in Le Mans, gegossen und am 18. November geweiht. Im Jahr 1829 wurde an der Ecke des Chores und der dem Heiligen Josef gewidmeten Kapelle eine neue Sakristei errichtet. In den Jahren 1858 und 1861 wurden zwei Kirchenschiffe gebaut. Bürgermeister Charles de Crozé beschloss 1877 die Anschaffung dreier Glocken an Stelle der beiden alten. Bei dieser Gelegenheit wurde der Glockenturm von Monsieur Guittier aus Martigné umgebaut.

## Inneres

### Die Anbetung der Heiligen Drei Könige

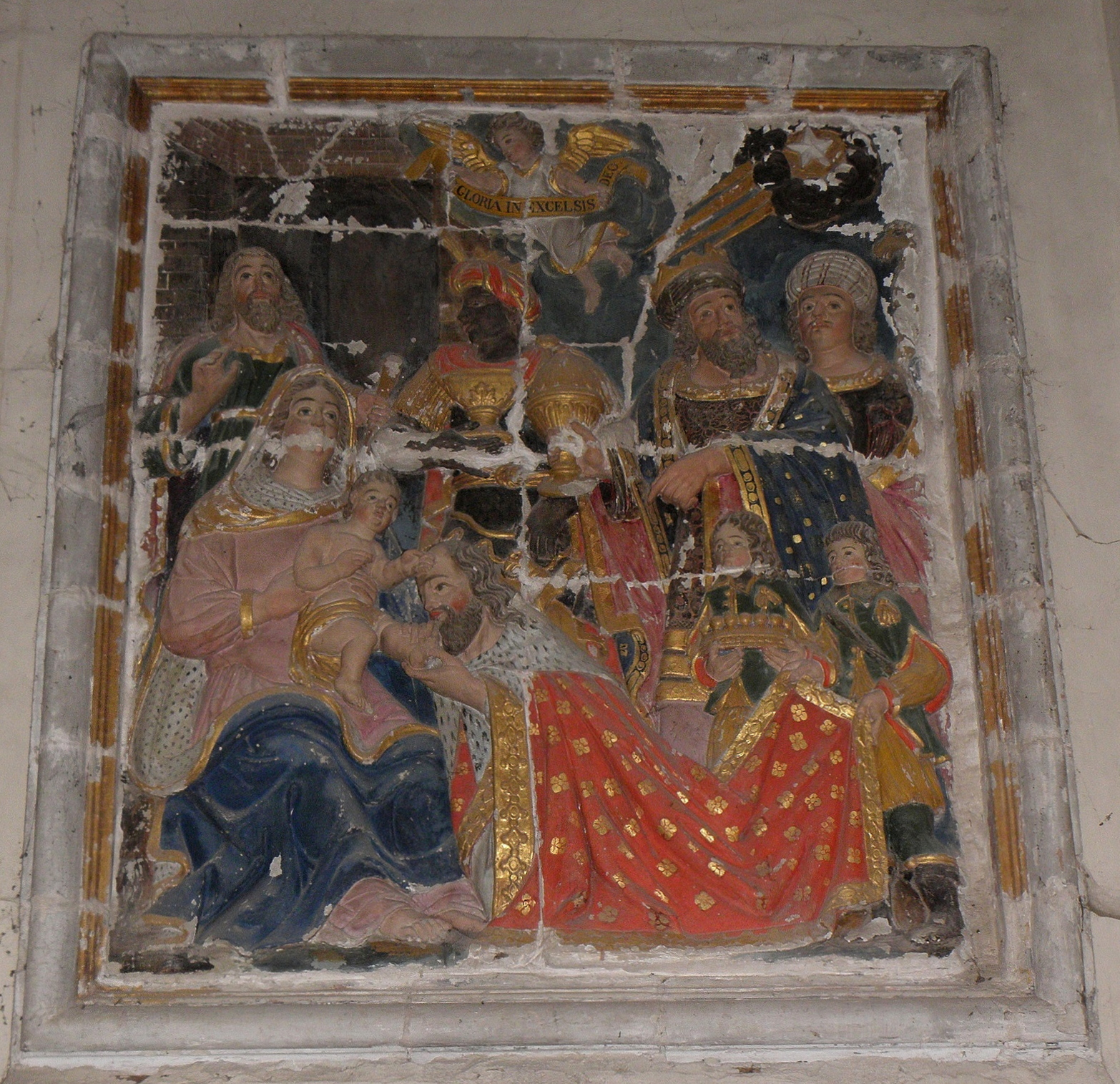
Relief der Anbetung der Heiligen Drei Könige.

Dieses in der alten Nische des Taufbeckens angebrachte Flachrelief aus dem Jahr 1736 stammt vom alten Altarbild des Hochaltars. Es ist das Werk eines Bildhauers aus Laval, Schwiegersohn von François Langlois. Das Relief ist als historisches Denkmal eingestuft.

### Grabinschrift
Links von der Tür zur Sakristei ist eine Kupferplatte angebracht, auf der das Epitaph eines Vikars, Robert Tasseau, eines 1549 verstorbenen Lehrers, abgebildet ist. Die Buchstaben in gotischer Schrift sind mit Zeichnungen von Knochen durchsetzt.

### Taufbecken
Im nördlichen Querschiff befindet sich das Taufbecken aus dem 17. Jahrhundert. Der Sockel und Becken bestehen aus grau geädertem Marmor aus den Steinbrüchen von Louverné; der Beckendeckel besteht aus Kupfer.